# المحربة (إب)

تعديل مصدري - تعديل

المحربة محلة تابعة لقرية الجاح، التابعة لعزلة ميتم بمديرية إب إحدى مديريات محافظة إب في الجمهورية اليمنية.، بلغ تعداد سكانها 76 حسب تعداد اليمن لعام 2004.